# Musteriano pluviale
Il musteriano pluviale fu un lungo periodo piovoso della storia climatica del Nordafrica. Occorse durante il Paleolitico superiore, da 50 000 a 30 000 anni fa.

## Descrizione
Durante il musteriano pluviale, le ora asciutte regioni dell'Africa settentrionale erano rigogliose, contenendo laghi, paludi e sistemi fluviali ormai scomparsi. Quello che ora si conosce come deserto del Sahara ospitava la tipica fauna selvatica africana che oggi abita praterie e foreste: erbivori come gazzelle e giraffe, o perfino struzzi, predatori come leoni o sciacalli, ippopotami e coccodrilli, ed anche specie estinte come i cammelli del pleistocene. In questo senso il musteriano pluviale somiglia all'abbassia pluviale. Il successivo neolitico subpluviale fu una ripetizione di minore entità dello stesso pattern.
Il mousteriano pluviale fu causato da cambiamenti climatici su larga scala avvenuti durante l'ultima era glaciale. 50 000 anni fa  la glaciazione Würm era in fase avanzata; la calotta di ghiaccio in Europa ed America settentrionale si stava inspessendo, modificando le zone climatiche dell'emisfero settentrionale. Le zone temperate divennero polari o tundra, e le fasce di pioggia tipiche delle zone temperate si spostarono a sud, raggiungendo l'Africa settentrionale.
Curiosamente, la stessa causa che diede inizio al musteriano pluviale sembra avergli posto fine. Al suo culmine (30000-18000 anni fa) il ghiacciaio Laurentide non solo copriva un'enorme area geografica, ma raggiunse l'altezza di 1750 metri. Modificò il sistema climatico, intaccando anche la corrente a getto che attraversava il continente nordamericano. Il flusso si divise in due, creando condizioni asciutte in numerose regioni (tra cui parti di Asia centrale e Medio Oriente). I cambiamenti introdotti fecero terminare il musteriano pluviale, riportando il clima arido in Africa settentrionale.